# Мајнето (Њујорк)
Мајнето (енгл. Minetto) насељено је место без административног статуса у америчкој савезној држави Њујорк.

## Демографија
По попису из 2010. године број становника је 1.069, што је 17 (-1,6%) становника мање него 2000. године.
| Група             | 2000.         | 2010.         |
| Белци             | 1.056 (97,2%) | 1.031 (96,4%) |
| Афроамериканци    | 3 (0,3%)      | 1 (0,1%)      |
| Азијати           | 9 (0,8%)      | 9 (0,8%)      |
| Хиспаноамериканци | 13 (1,2%)     | 11 (1,0%)     |
| Укупно            | 1.086         | 1.069         |